# جون لاندر هاربر
جون لاندر هاربر (بالإنجليزية: John Lander Harper)‏ (1 أغسطس 1936–7 مارس 2009) أحيائي بريطاني.